# Borçka
Borçka (Idioma Laz: ბორჩხა/Borçxa; Idioma georgiano: ბორჩხა/Borchkha, también ფორჩხა/Porchkha) es una ciudad y distrito de la Provincia de Artvin en la región de Mar Negro de Turquía, en la frontera con Georgia.
Borçka se llega por un camino sinuoso que sube desde la costa de Mar Negroa, junto al río Çoruh (valle Nigali). Hay un puente arqueado de piedra medieval que cruza el río al oeste de la ciudad.
El lago Borçka es una excursión popular desde Artvin.